# Enrique Murciano

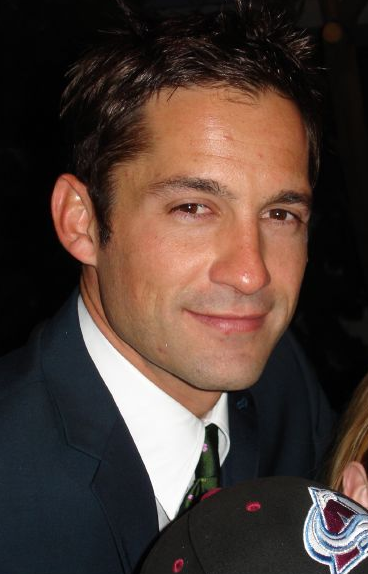
Enrique Murciano im April 2006

Enrique Murciano (* 9. Juli 1973 in Miami, Florida, USA) ist ein US-amerikanischer Schauspieler kubanischer Abstammung.

## Biographie
Murciano besuchte die Tulane University und die Boston Law School. Er brach das Studium zugunsten der Schauspielerei ab. Gleich sein erstes Vorsprechen brachte ihm eine kleine Rolle in Speed 2. Danach übernahm er Gastrollen in Serien wie Susan, Pretender und Star Trek: Enterprise.
Bekannt wurde er durch eine größere Nebenrolle in Traffic – Macht des Kartells. Als er für den Film Black Hawk Down vor der Kamera stand, lernte er Jerry Bruckheimer kennen. Diese Begegnung führte schließlich zu einer Hauptrolle in der Fernsehserie Without a Trace.

## Filmografie (Auswahl)
- 1997: Speed 2 (Speed 2: Cruise Control)
- 2000: Traffic – Macht des Kartells (Traffic)
- 2001: Black Hawk Down
- 2001: Spyder Games (Fernsehserie)
- 2001: Star Trek: Enterprise Staffel 1, Episode 16
- 2002–2009: Without a Trace – Spurlos verschwunden (Without a Trace, Fernsehserie, 159 Folgen)
- 2005: Miss Undercover 2 – Fabelhaft und bewaffnet (Miss Congeniality 2: Armed and Fabulous)
- 2006: The Lost City
- 2006: How to Go Out on a Date in Queens
- 2008: Màncora
- 2009, 2012: CSI: Den Tätern auf der Spur (CSI: Crime Scene Investigation, Fernsehserie, 5 Folgen)
- 2011: Medium – Nichts bleibt verborgen (Medium, Fernsehserie, Folge 7x13)
- 2011–2012: Navy CIS (NCIS, Fernsehserie, 3 Folgen)
- 2012: 666 Park Avenue (Fernsehserie, Folge 1x05–1x07)
- 2013: The Saint
- 2014: Planet der Affen: Revolution (Dawn of the Planet of the Apes)
- 2014–2016: Power (Fernsehserie, 10 Folgen)
- 2015–2017: Bloodline (Fernsehserie, 26 Folgen)
- 2017: The Blacklist (Fernsehserie, 5 Folgen)
- 2017: Girls’ Night Out (Rough Night)
- 2020: Nur die halbe Geschichte (The Half of It)
- 2021: Panic (Fernsehserie, 10 Folgen)
- 2023: The Night Agent (Fernsehserie, 10 Folgen)
- 2023: Miranda’s Victim